# Franciszek Ludwik Libicki
Franciszek Ludwik Libicki herbu Jelita (zm. po 1764 roku) – miecznik łomżyński w latach 1754-1760, burgrabia lubelski w latach 1747-1748.